# Мазио (Торино)
Мазио је насеље у Италији у округу Торино, региону Пијемонт.
Према процени из 2011. у насељу је живело 120 становника. Насеље се налази на надморској висини од 243 м.